# Multiplex 1
Multiplex 1 byl jedním z definitivních multiplexů DVB-T v České republice. Do 31. října 2008 vysílal jako přechodný multiplex A. Provozovala ho Česká televize a obsahoval vysílání médií veřejné služby. V rámci přechodu televizního vysílání na DVB-T2 byla síť postupně nahrazena multiplexem 21, ve které vysílají všechny stanice České televize ve vysokém rozlišení. K vypnutí posledního vysílače multiplexu 1 došlo 30. září 2020.

## Televizní a rozhlasové stanice multiplexu 1
| Televizní stanice | logo stanice | Rozhlasové stanice                                 | logo stanice |
| ----------------- | ------------ | -------------------------------------------------- | ------------ |
| ČT1               |              | Český rozhlas Radiožurnál                          |              |
| ČT2               |              | Český rozhlas Dvojka                               |              |
| ČT24              |              | Český rozhlas Vltava                               |              |
| ČT sport          |              | Český rozhlas Plus (Dříve ČRo 6 + ČRo Rádio Česko) |              |
| ČT :D/ČT art      | /            | Český rozhlas Radio Wave                           |              |
|                   |              | Český rozhlas D-dur                                |              |
|                   |              | Český rozhlas Jazz                                 |              |
|                   |              | Český rozhlas Junior                               |              |

Všechny TV stanice podporovaly teletext, EPG, PDC a HbbTV. ČT1 a ČT2 podporovala VPS.

## Pokrytí signálem
Od října 2010 do počátku vypínání DVB-T měl multiplex 1 téměř stoprocentní pokrytí (99,9 %). 

## Multiplex 1a
Multiplex 1a doplňoval veřejnoprávní multiplex 1 z důvodu vyčerpání jeho kapacity. Využíval regionální sítě 7, 10 a 20. Česká televize pomocí multiplexu 1a šířila své televizní stanice, které se již nevešly do multiplexu 1. Obsahoval HD verze hlavních stanic ČT, tedy ČT1 HD, ČT2 HD, ČT sport HD a stanici ČT:D/ČT art.
Vysílání Multiplexu 1a bylo ukončeno 30. září 2018.

## Technické parametry sítě
Multiplex 1 vysílal s následujícími technickými parametry:
| Standard | ID sítě | Vysílací mód | Modulace datových nosných | Kódový poměr (FEC) | Ochranný interval | Přenosová rychlost |
| -------- | ------- | ------------ | ------------------------- | ------------------ | ----------------- | ------------------ |
| DVB-T    |         | 8K           | 64-QAM                    | 2/3                | 1/4               | 19,9 Mbit/s        |